# Shahabad (Hardoi)
Shahabad è una suddivisione dell'India, classificata come municipal board, di 67.661 abitanti, situata nel distretto di Hardoi, nello stato federato dell'Uttar Pradesh.